# Kim oanh tai bạc
Kim oanh tai bạc, tên khoa học Leiothrix argentauris, là một loài chim trong họ Leiothrichidae. Chúng được thấy ở Ấn Độ, Bangladesh, Bhutan, Campuchia, Indonesia, Lào, Malaysia, Myanmar, Thái Lan, Trung Quốc và Việt Nam.

## Phân loài
- Leiothrix argentauris argentauris (Hodgson, 1837)[3] - Ấn Độ, Bhutan, Myanmar
- Leiothrix argentauris aureigularis (Koelz, 1953)[4] - Myanmar
- Leiothrix argentauris vernayi (Mayr & Greenway, 1938)[5] - Myanmar, Trung Quốc
- Leiothrix argentauris galbana (Mayr & Greenway, 1938)[6] - Myanmar, Thái Lan
- Leiothrix argentauris ricketti (La Touche, 1923)[7] - Trung Quốc, Lào, Việt Nam
- Leiothrix argentauris cunhaci (Robinson & Kloss, 1919)[8] - Lào, Việt Nam, Campuchia
- Leiothrix argentauris tahanensis (Yen, 1934)[9] - Thái Lan, Malaysia
- Leiothrix argentauris rookmakeri (Junge, 1948)[10] - Sumatra
- Leiothrix argentauris laurinae Salvadori, 1879[11] - Sumatra

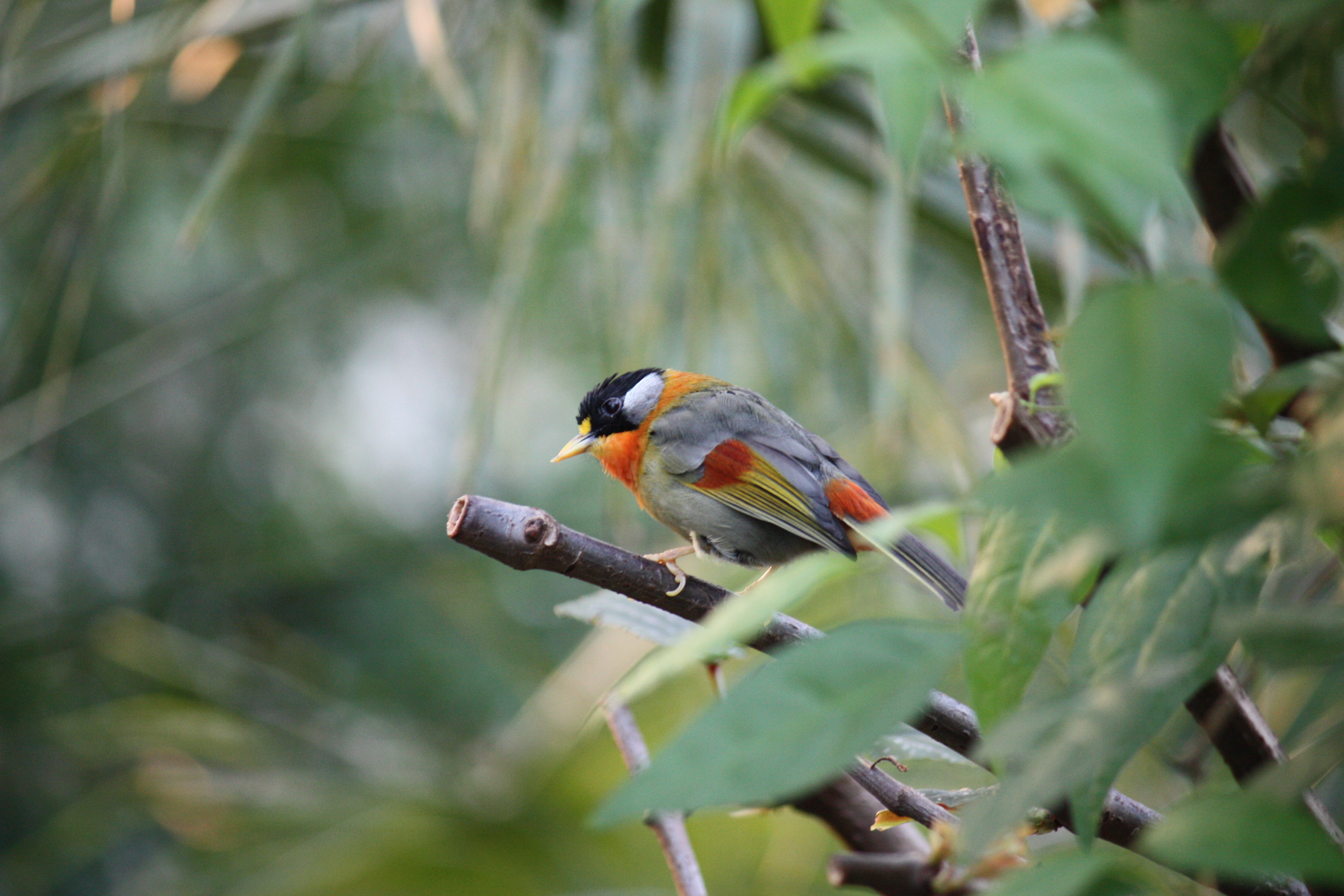
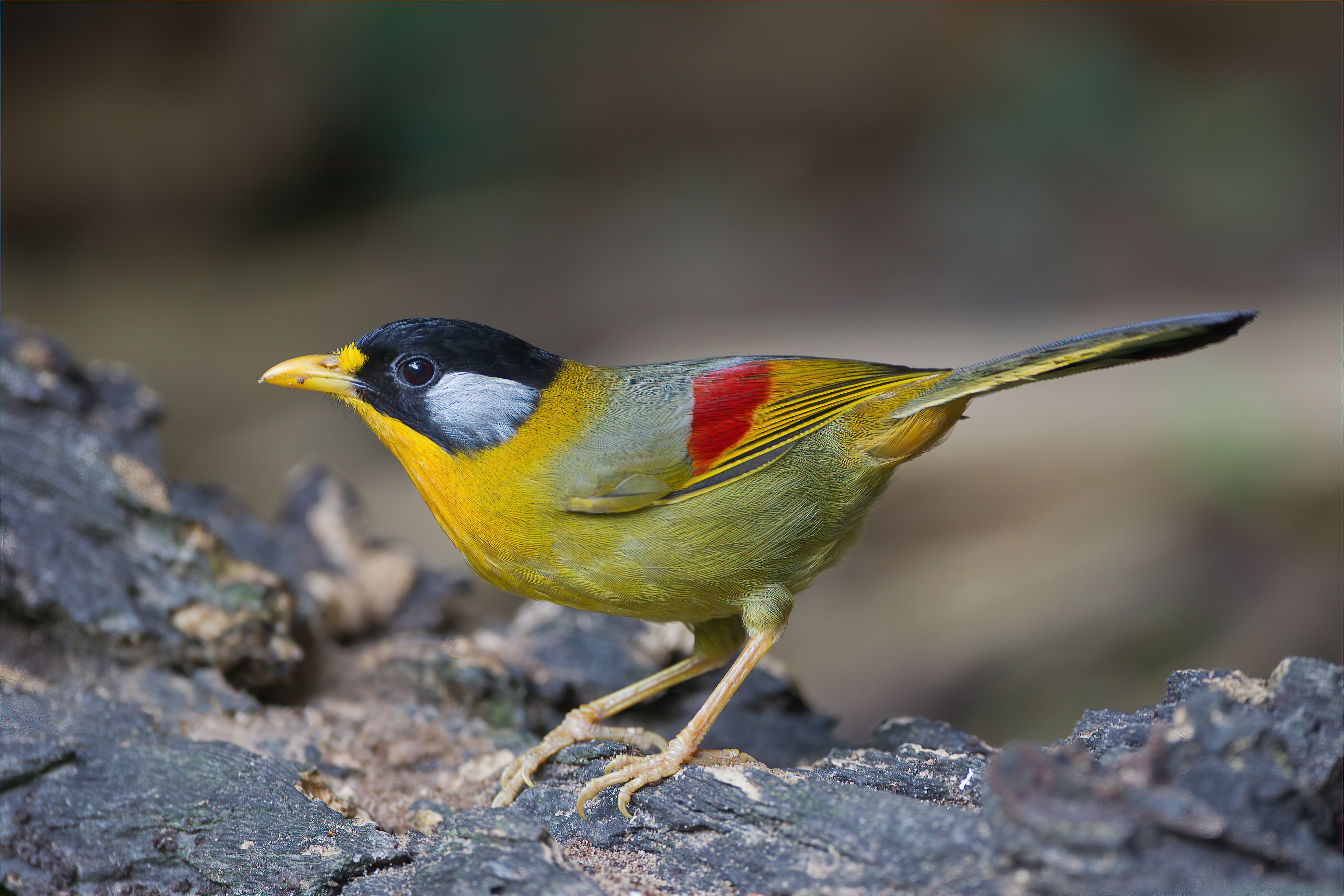
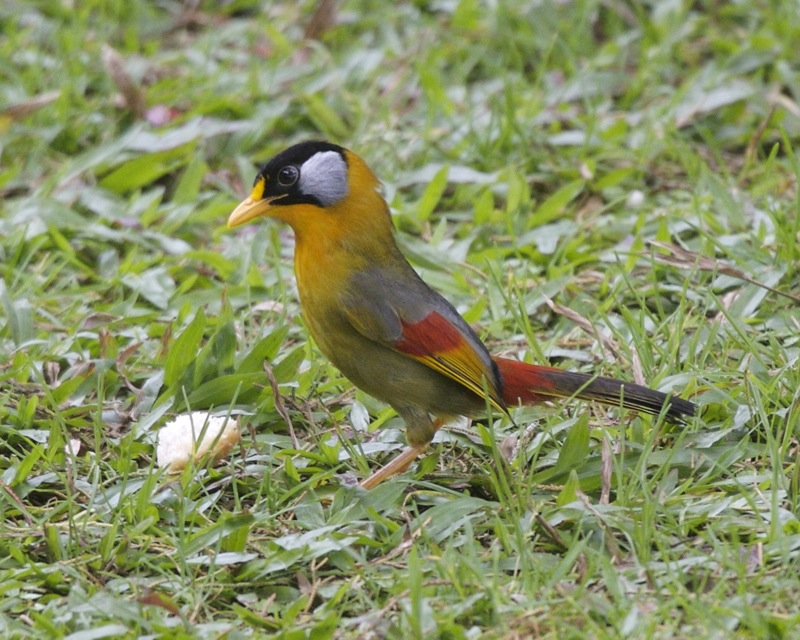